# 156 Xanthippe
156 Xanthippe је астероид главног астероидног појаса. Приближан пречник астероида је 120,99 km,
а средња удаљеност астероида од Сунца износи 2,734 астрономских јединица (АЈ).
Инклинација (нагиб) орбите у односу на раван еклиптике је 9,743 степени, а орбитални период износи 1651,743 дана (4,522 године). Ексцентрицитет орбите астероида износи 0,222.
Апсолутна магнитуда астероида износи 8,64 а геометријски албедо 0,042.
Астероид је откривен 22. новембра 1875. године.